# 玉里町
玉里町（たまざとちょう）は、鹿児島県鹿児島市の町。郵便番号は890-0012。人口は1,329人、世帯数は639世帯（2020年4月1日現在）。玉里町の全域で住居表示を実施している。
天保4年（1833年）に島津斉興によって「玉里邸」が造営され、1877年（明治10年）には斉興の子であり、薩摩藩国父であった島津久光は鹿児島城が焼失したことにより、玉里邸に移り住んだ。玉里邸のうち庭園、茶室、武家長屋が現存しており、「旧島津氏玉里邸庭園」として国の名勝に指定されている。

## 地理
鹿児島市の中部、甲突川中流域に位置する。町域の北方から西方にかけては下伊敷、南方には草牟田、東方には西坂元町がそれぞれ接している。全体的に台地に位置している。
町域の中央部には鹿児島市立鹿児島女子高等学校があり、敷地内には島津斉興が1835年（天保6年）に建設した別邸である玉里邸庭園がある。玉里邸庭園から草牟田二丁目の国道3号まで伸びる市道は島津久光の国葬のために建設され「国葬道路」とも呼ばれる。

### 自然保護地区
玉里町のうち、鹿児島市立鹿児島女子高等学校の背後地の通称「愛宕山」の区域（17,621.93平方メートル）が鹿児島市条例に基づく自然環境保護地区に指定されている。

### 町名の由来
玉里町という町名は薩摩藩主島津斉興が造営した別邸である「玉里邸」（現在の鹿児島市立鹿児島女子高等学校の地に所在）に由来する。玉里邸の名称は島津斉興の別称であった「玉印」に由来するとされている。

## 歴史

### 玉里邸の造営と紙屋谷地区
かつては、鹿児島郡伊敷村大字下伊敷（現在の鹿児島市下伊敷）の紙屋谷地区であり、紙屋谷地区には江戸時代の製紙業者が居住していた。
天保4年（1833年）には島津斉興によって「玉里邸」が造営され、「天保城下絵図」には「玉里お茶屋」として掲載されている。安政2年（1855年）に島津斉興が隠居し玉里邸に居住した。1877年（明治10年）には島津斉興の子であり、薩摩藩国父であった島津久光は居城であった鹿児島城が焼失したことにより、玉里邸に移り住んだ。

### 鹿児島市への編入以降
1920年（大正9年）10月1日に鹿児島郡伊敷村大字下伊敷の紙屋谷地区にあたる小字紙屋谷、帆掛田、前田、玉里、後ノ田が鹿児島市に編入された。ただし、町としての設置は編入から5年後となる1925年（大正14年）8月に行われ、大字下伊敷の小字紙屋谷、帆掛田、前田、玉里、後ノ田（紙屋谷地区）の区域を以て新たに鹿児島市の町「玉里町」として設置された。
1951年（昭和26年）には玉里邸を鹿児島市が買収し、鹿児島市立鹿児島女子高等学校の用地となり、1959年（昭和34年）4月には天保山町にあった校舎から玉里町の新校舎に移転した。
1976年（昭和51年）7月5日に城山・草牟田地区において住居表示が実施されることとなった。草牟田町及び玉里町の各一部より草牟田二丁目が設置され、玉里町及び草牟田町、長田町、冷水町の各一部より城山一丁目が設置された。
1978年（昭和53年）6月19日には、玉里団地地区（玉里団地・若葉台団地）において住居表示を実施することとなり町域の再編が行われた。玉里町及び下伊敷町の各一部より玉里団地一丁目が設置された。1983年（昭和58年）1月31日には冷水・玉里地区で住居表示が実施されることとなり、玉里町の全域で住居表示が実施された。

### 町域の変遷
| 実施後                 | 実施年             | 実施前                                                       |
| ---------------------- | ------------------ | ------------------------------------------------------------ |
| 鹿児島市（編入）       | 1920年（大正9年）  | 鹿児島郡伊敷村大字下伊敷字紙屋谷、帆掛田、前田、玉里、後ノ田 |
| 鹿児島市玉里町（新設） | 1925年（大正14年） | 鹿児島市紙屋谷地区                                           |
| 草牟田二丁目（新設）   | 1976年（昭和51年） | 玉里町（一部）                                               |
| 草牟田二丁目（新設）   | 1976年（昭和51年） | 草牟田町（一部）                                             |
| 城山一丁目（新設）     | 1976年（昭和51年） | 玉里町（一部）                                               |
| 城山一丁目（新設）     | 1976年（昭和51年） | 冷水町（一部）                                               |
| 城山一丁目（新設）     | 1976年（昭和51年） | 草牟田町（一部）                                             |
| 城山一丁目（新設）     | 1976年（昭和51年） | 長田町（一部）                                               |
| 玉里団地一丁目（新設） | 1978年（昭和53年） | 玉里町（一部）                                               |
| 玉里団地一丁目（新設） | 1978年（昭和53年） | 下伊敷町（一部）                                             |

## 人口
以下の表は国勢調査による小地域集計が開始された1995年以降の人口の推移である。
| 年                 | 人口  |
| ------------------ | ----- |
| 1995年（平成7年）  | 1,446 |
| 2000年（平成12年） | 1,337 |
| 2005年（平成17年） | 1,260 |
| 2010年（平成22年） | 1,449 |
| 2015年（平成27年） | 1,462 |

## 文化財

### 国指定
- 旧島津氏玉里邸庭園（名勝）[11][12]
鹿児島市立鹿児島女子高等学校の敷地内にある玉里島津家の庭園であり、庭園、茶室、武家長屋が現存している[10]。1974年（昭和49年）に鹿児島市記念物（名勝）に指定され[36]、2007年（平成19年）に国の名勝に指定された[37]。

## 施設

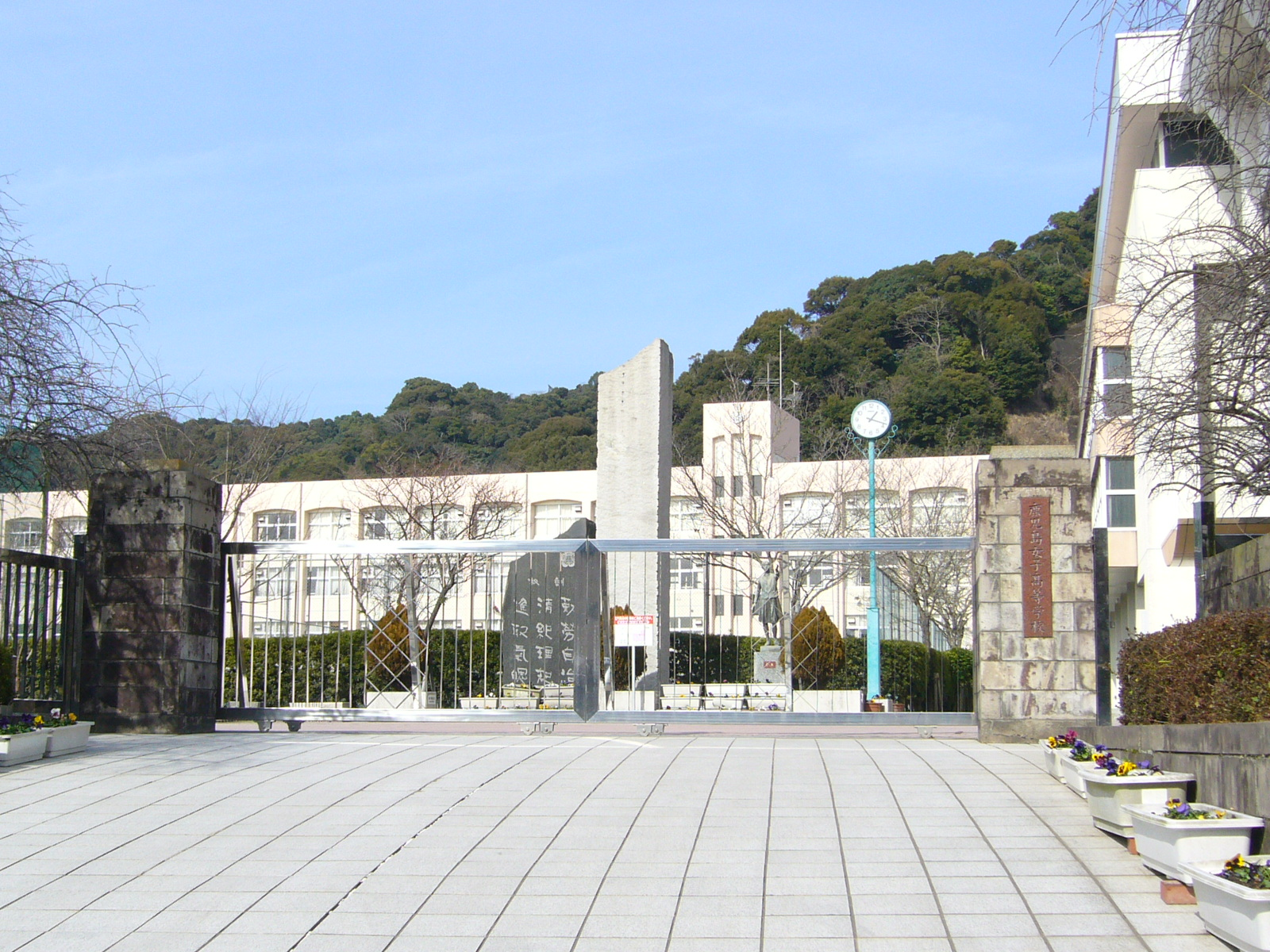
鹿児島市立鹿児島女子高等学校

### 公共
- 玉里福祉館[38]
- 玉里公民館

### 教育
- 鹿児島市立鹿児島女子高等学校[39]

## 小・中学校の学区
市立小・中学校に通う場合、学区（校区）は以下の通りとなる。
| 町丁   | 番・番地 | 小学校                 | 中学校               |
| ------ | -------- | ---------------------- | -------------------- |
| 玉里町 | 全域     | 鹿児島市立草牟田小学校 | 鹿児島市立伊敷中学校 |